# Dindon Bourbon rouge
Le dindon Bourbon rouge (en anglais : Bourbon Red) est un dindon originaire des États-Unis. Il figure parmi les races reconnues par le British Poultry Standard.

## Origine
Le Bourbon rouge est originaire des États-Unis, plus précisément du comté de Bourbon dans l'État du Kentucky. La race est reconnue par l'American Poultry Association en 1909.

## Description
Le Bourbon rouge a le plumage brun rougeâtre dont l'extrémité des plumes est terminée par un liseré noir étroit, avec les rémiges blanches. La queue est blanche barrée transversalement de rouge à son extrémité.

### Standard
- Dindon : 10 à 14 kg[1]
- Dinde : 6 à 8 kg[1]